# تايلر جونسون (كرة سلة)
تايلر جونسون (بالإنجليزية: Tyler Johnson)‏ مواليد 7 مايو 1992 في غراند فوركس، هو لاعب كرة سلة محترف أمريكي بدأ مسيرته الاحترافية في سنة 2014 يلعب مع فريق ميامي هيت في الرابطة الوطنية لكرة السلة كلاعب هجوم خلفي ويحمل الرقم 8. يبلغ طوله 6 قدم 4 بوصة (1.9 م).

## إحصائيات المسيرة

### الموسم الاعتيادي
| السنة   | الفريق    | لعب | بدأ | دقيقة | ميداني% | ثلاثية | حرة  | ارتداد | صنع | استلاب | تصدي | نقطة |
| ------- | --------- | --- | --- | ----- | ------- | ------ | ---- | ------ | --- | ------ | ---- | ---- |
| 2014–15 | ميامي هيت | 32  | 2   | 18.8  | .419    | .375   | .681 | 2.5    | 1.3 | 1.0    | .3   | 5.9  |
| 2015–16 | ميامي هيت | 36  | 5   | 24.0  | .488    | .386   | .797 | 3.0    | 2.2 | .7     | .4   | 8.7  |
| المسيرة |           | 68  | 7   | 21.6  | .460    | .381   | .748 | 2.8    | 1.8 | .8     | .3   | 7.4  |

### التصفيات
| السنة   | الفريق    | لعب | بدأ | دقيقة | ميداني% | ثلاثية | حرة  | ارتداد | صنع | استلاب | تصدي | نقطة |
| ------- | --------- | --- | --- | ----- | ------- | ------ | ---- | ------ | --- | ------ | ---- | ---- |
| 2016    | ميامي هيت | 5   | 0   | 12.2  | .455    | .500   | .727 | 1.4    | 1.6 | .2     | 0    | 4.2  |
| المسيرة | المسيرة   | 5   | 0   | 12.2  | .455    | .500   | .727 | 1.4    | 1.6 | .2     | 0    | 4.2  |

## روابط خارجية
- تايلر جونسون على موقع إن بي أي (الإنجليزية)
- تايلر جونسون على موقع سبورتس رفرنس (الإنجليزية)
- تايلر جونسون على موقع كرة السلة الأوروبية.كوم (الإنجليزية)
- تايلر جونسون على موقع إي إس بي إن.كوم (الإنجليزية)
- تايلر جونسون على موقع كلية كرة السلة في سبورتس رفرنس.كوم (الإنجليزية)
- تايلر جونسون على موقع ريلجم (الإنجليزية)
- تايلر جونسون على موقع بروبوليرز (الإنجليزية)
- تايلر جونسون على موقع سبورتس رفرنس (الإنجليزية)
- تايلر جونسون على موقع سبورتس رفرنس (الإنجليزية)